# 日本放鷹協会
日本放鷹協会（にほんほうたかきょうかい）は、正式名称を（特定非営利活動法人日本放鷹協会と称する）
英文法人名は、THＥ JAPANESE FALCONERS` ASSOCIATIONと表示する。略称をJFAとする。本部は岐阜県海津市。

## 設立趣旨及び設立経緯
江戸、明治、大正、昭和の各時代においては幕府・政府によって保存されてきた諏訪流放鷹術の継承により、鷹匠の育成をはかり、1500年余の歴史を持ち、日本文化史に少なからぬ影響を与えてきた日本の伝統的放鷹術の保存及び振興をはかり、諏訪流放鷹術の技術と経験を生かし、野生猛禽類の調査・保護・増殖などの研究及び自然環境保全をはかるための事業及び研究を行い、社会に貢献することを目的とする。
日本放鷹協会は、前2項の他に放鷹に関する文化･歴史などの調査・研究を行い、自然に対する日本古来の在り方を伝え、社会教育の場・国際交流の場で貢献することを目的として、諏訪流放鷹術第十六代鷹師、花見薫に師事した田籠善次郎、篠崎隆男、室伏三喜男らにより昭和58年（1983年）に設立された。その後、花見薫が昭和60年（1985年）に日本放鷹協会の会長に就任し、当初の日本放鷹協会は日本における鷹狩り文化を包括的に保存伝承を目的とする会であったが、諏訪流十六代の花見薫を迎え入れた経緯から、主に諏訪流放鷹術を継承する団体としての色彩を帯びていった。

## 活動内容
認定された鷹匠たちを中心に伝統文化放鷹技術後継者の育成。放鷹技術を活かして希少動物猛禽類の保護育成リハビリ等。人と猛禽類の歴史文化の研究。技術や知識を活かして時代の要請に対応する全ての文化事業、この四つを柱に活動を行っている。
各地で放鷹術の実演会を行い、伝統文化である鷹狩の技術を紹介している。